# Karin Gierows pris
Karin Gierows pris instiftades 1976 och utdelas av Svenska Akademien. Medlen utgår ur Karin och Karl Ragnar Gierows donationsfond och ska utdelas för hängiven bildningsverksamhet eller kunskapsförmedlande framställningskonst.
Prissumman var 1976 10 000 kronor per person, och tilldelades detta år tre personer. År 1997 hade prissumman stigit till 25 000 kronor och tilldelades detta år fem personer. Alltsedan 2002 och alltjämt (2024) har prissumman varit 80 000 kronor per person och i allmänhet tilldelats två personer.

## Mottagare (i urval)
- 1976 – Nils-Olof Franzén, Carl Fries och Bernhard Tarschys[5]
- 1978 – Sonja Carlberg, Elof Ehnmark och Bo Lindwall[6]
- 1979 – Arvid Ernvik, Sten Frykberg, Gunnar Svahnström och Åke Wallenquist[7]
- 1980 – Ronny Ambjörnsson, Hans Eklund, Bengt Hubendick, Harry Järv och Åke Leander[8]
- 1982 – Åke Gustafsson, Ulf Hård af Segerstad, Kerstin M. Lundberg och Konrad Marc-Wogau[9]
- 1984 – Carlo Derkert, Mats Furberg, Alf Henrikson, Eric Lilliehöök och Peter Nilson[10]
- 1985 – Staffan Bergsten, Tord Bæckström, Claes Hoogland, Hans Villius och Bo Wallner[11]
- 1986 – Katarina Ahnlund, Anders Cullhed, Gunnar Eriksson, Hans Furuhagen, Sture Linnér och Alf Åberg[12]
- 1987 – Elias Cornell, Johan Cullberg, Eric Dyring, Paul Heinemann, Jean Paillard, Carl-Herman Tillhagen och Jan Olov Ullén[13]
- 1988 – Johan Asplund, Jörgen Cederberg, Elly Jannes, Kjell A. Johansson, Svante Nordin, Björn von Rosen och Carl Magnus von Seth[14]
- 1989 – Kurt Almqvist, Harry Bökstedt, Jan Danielson, Britt Edwall, Gunnar Larsson, Jöran Mjöberg och Ulf Wittrock[15]
- 1990 – Erland Lagerlöf, Sven Lindqvist, Caj Lundgren, Anders Olsson, Margit Sahlin, Gunnar Svahnström och Maciej Zaremba[16]
- 1992 – Cecilia Lindqvist, Kjell Lindqvist, Margareta Marin, Nils-Eric Sandberg och Monica Tunbäck-Hanson[17]
- 1993 – Göran Bergstrand, Jan Ling, Aron Neuman, Anders Palm och Eva Österberg[18]
- 1994 – Tone Bengtsson, Jonas Ellerström, Bengt af Klintberg, Kjell Peterson och Leif Zern[19]
- 1995 – Synnöve Clason, Bo G. Erikson, Arne Helldén, Thomas Millroth och Göran Rosenberg[20]
- 1997 – Marika Griehsel, Carl-Johan Malmberg, Mikael van Reis, John Sundkvist och Anders Weidar[21]
- 1998 – Viveka Vogel[22]
- 2002 – Gunilla Kindstrand[23]
- 2003 – Carl-Gunnar Åhlén[24]
- 2004 – Karin Johannisson
- 2005 – Astley Nyhlén
- 2006 – Jonas Ellerström och Marita Jonsson
- 2007 – Jan Ling och MarieLouise Samuelsson
- 2008 – Håkan Arvidsson och Björn Sandmark
- 2009 – Styrbjörn Gustafsson och Inger Schuberth
- 2010 – Birgitta Wallin och Ola Sigurdson
- 2011 – Ulrika Knutson och Tore Abrahamsson
- 2012 – Göran Eriksson och Janken Myrdal
- 2013 – Marcia Sá Cavalcante Schuback och Ingemar Fasth
- 2014 – Mats Dahlberg och Arne Ruth
- 2015 – Lars Melin och Jayne Svenungsson
- 2016 – Carl Rudbeck och Anna-Lena Laurén
- 2017 – Ulf Danielsson och Kristoffer Leandoer
- 2018 – Pekka Särkiniemi och Ann Victorin
- 2019 – Mohammad Fazlhashemi och Åsa Wikforss
- 2020 – Pia Ingström och Wilhelm Agrell
- 2021 – Göran Sommardal och Klas Åmark
- 2022 – Maria Gunther och Michel Ekman[25]
- 2023 – Amat Levin och Elisabeth Åsbrink[26]
- 2024 – Simon Sorgenfrei och Kristian Wedel[4]